# Веселиновский район
Веселиновский район (укр. Веселинівський район) — упразднённая административная единица на западе Николаевской области Украины. Административный центр — посёлок городского типа Веселиново. В результате административной реформы с 17 июля 2020 года территория района вошла в состав Вознесенского района Николаевской области.

## География
Площадь 1245 км².
Основные реки — Южный Буг, Чичиклея.

## История
21 января 1959 года к Веселиновскому району была присоединена часть территории упразднённого Мостовского района.

## Демография
Население района составляет 22 376 человек (2019), в том числе в городских условиях проживают 7814 человек. По переписи 2001 года распределение жителей района по родному языку был следующим:
- украинский — 92,74 %;
- русский — 5,47 %;
- молдавский — 1,12 %;
- армянский — 0,14 %;
- белорусский — 0,11 %;
- цыганский — 0,10 %;
- гагаузский — 0,05 %;
- болгарский — 0,04 %.

## Административное устройство
Количество советов:
- поселковых — 2;
- сельских — 12.

Количество населённых пунктов:
- посёлков городского типа — 2;
- сёл — 50;
- посёлков сельского типа — 2.

## Населённые пункты
Список населённых пунктов района находится внизу страницы
Ликвидированы:
- с. Дальнее (укр. Дальнє), ликвидировано в 80-х годах;
- с. Новоильинка (укр. Новоіллінка), ликвидировано в 80-х годах.

## Достопримечательности
- Крепость периода раннего Средневековья (не сохранилась) (село Покровка)